# Mathieu Lauweriks
Johannes Ludovicus Mathieu (Mathieu) Lauweriks (Roermond, 25 augustus 1864 - Amsterdam, 15 april 1932) was een Nederlands architect en architectuurdocent. Hij was ook graficus, grafisch ontwerper, meubelontwerper en sieraadontwerper.

## Leven en werk
Lauweriks was de jongste zoon van het hoofd van de beeldhouwerswerkplaats Cuypers en Stoltzenberg, Jean Hubert Lauweriks. In 1895 richtte hij met K.P.C. de Bazel een architectenbureau op. Tussen 1897 en 1902 gaf hij met K.P.C. de Bazel en H.J.M. Walenkamp cursussen in de door hen opgerichte theosofische Vahânaloge in Amsterdam (1896-1931) in tekenen, kunstgeschiedenis en esthetica. Hierbij legden zij verbanden tussen een wiskundige architectonische orde, de natuur en de kosmos.

Van 1900 tot 1904 was Lauweriks docent aan de School voor Kunst en Kunstnijverheid in Haarlem. Van 1904 tot 1909 was hij docent aan de Kunstgewerbeschule in Düsseldorf en hoofd van de architectuurafdeling. In september 1909 lukte het Karl Ernst Osthaus hem naar Hagen te halen, waar hij tot 1916 directeur van de Staatliche Handfertigkeitskurs en artistiek leider van de Hagner Silberschmiede was. In 1916 keerde hij terug naar Nederland. Hij doceerde toegepaste kunst en architectuur aan het Voortgezet en Hooger Bouwkunst Onderricht in Amsterdam. Daarnaast was hij van 1918 tot 1931 redacteur en vormgever van het kunsttijdschrift Wendingen.

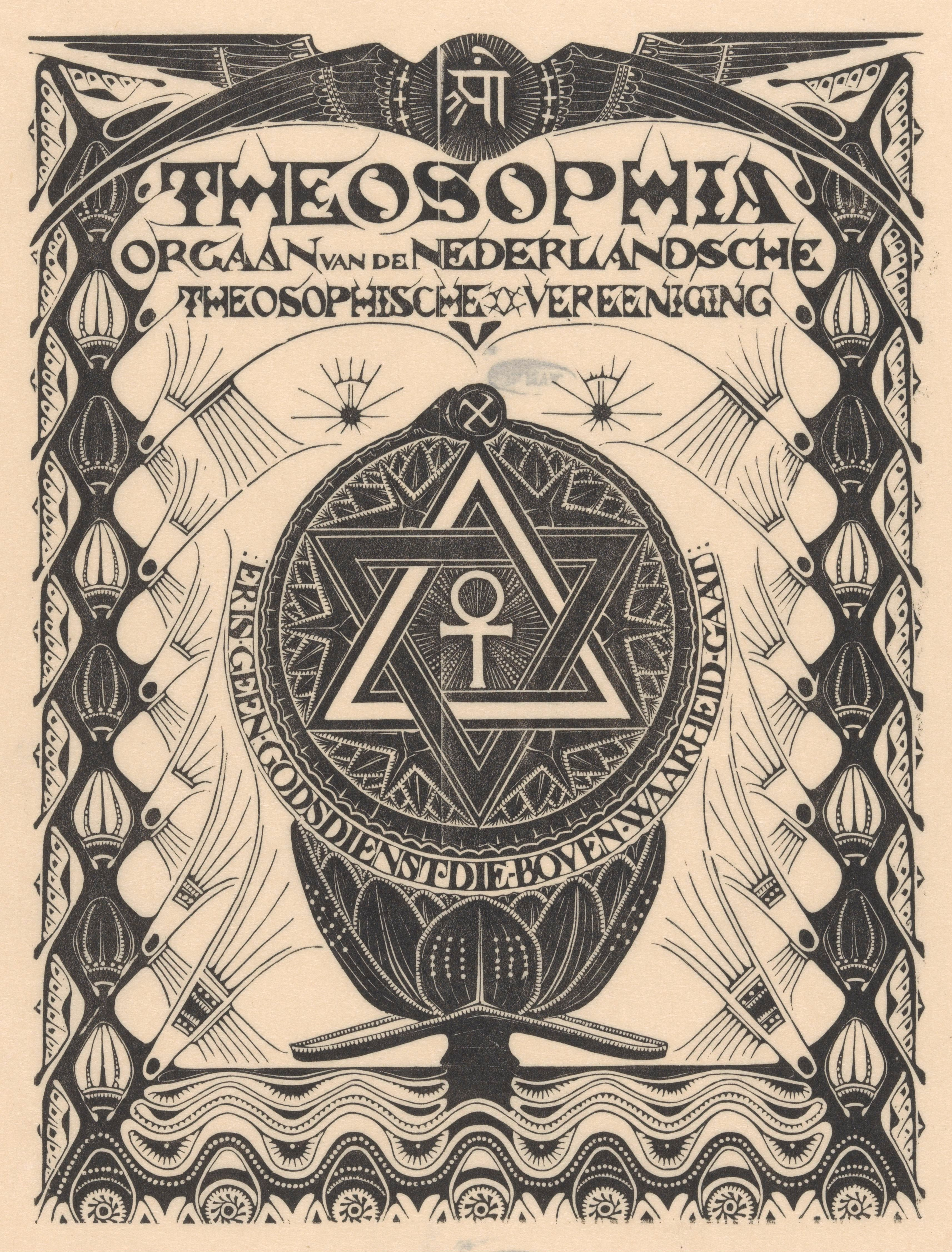
Omslag Theosophia (1896)
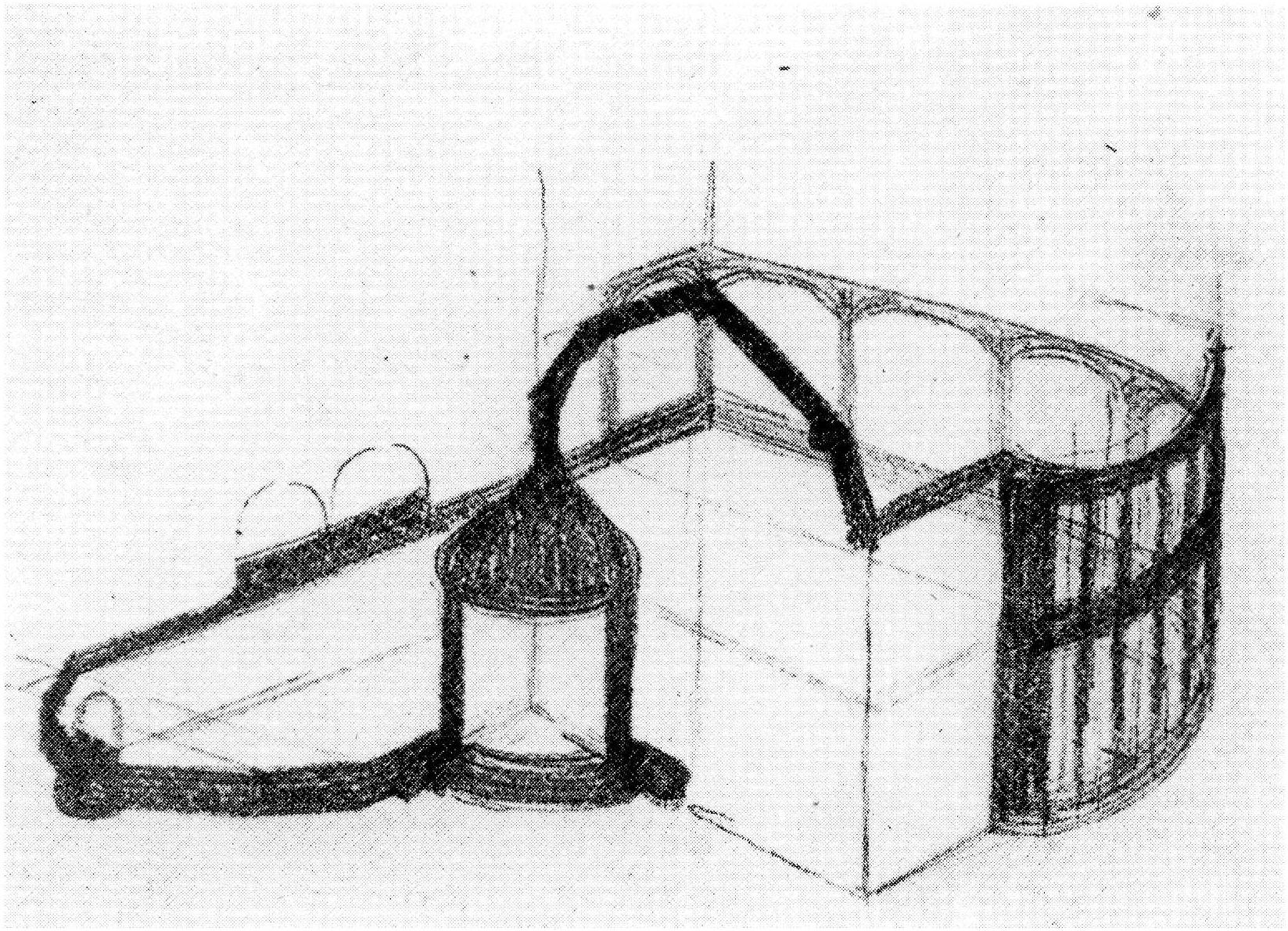
J.L.M. Lauweriks. Ontwerpstudie voor Haus Stein, Göttingen. 1911
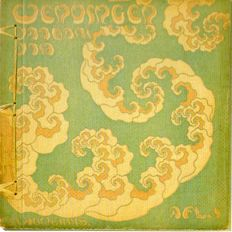
Omslag van Wendingen, 1917
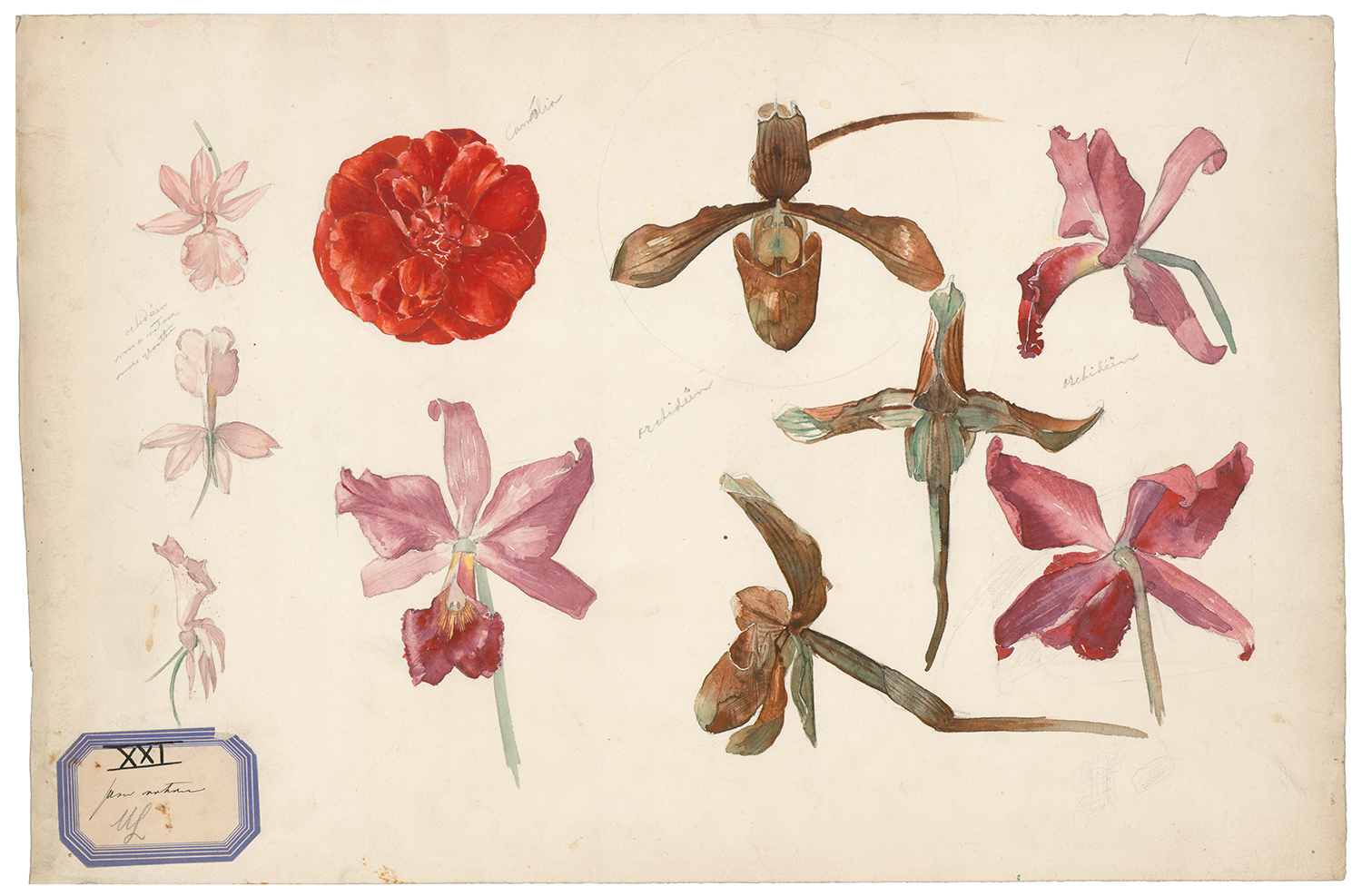
Studie